# Душан Девечка
Душан Девечка (словац. Dušan Devečka; народився 19 червня 1980 у м. Ліптовски Мікулаш, ЧССР) — словацький хокеїст, захисник.
Вихованець хокейної школи ХК «32 Ліптовски Мікулаш». Виступав за ХК «32 Ліптовски Мікулаш», ХК «Попрад», «Дукла» (Їглава), «Слован» (Братислава), ХК «МсХК Жиліна», ХК «Арлан», ЕХК «Лустенау», ГКС (Катовиці).
У складі національної збірної Словаччини провів 8 матчів. У складі молодіжної збірної Словаччини учасник чемпіонату світу 2000.
Чемпіон Словаччини (2007, 2008).